# In My Chair
Singles de Status Quo
Down the Dustpipe
(1970) Tune to the Music
(1971)
In My Chair est un single du groupe de rock anglais Status Quo. Il est sorti le 23 octobre 1970 sur le label Pye Records et fut produit par John Schroeder.

## Historique
Réalisé en octobre 1970 il fut enregistré pour combler le manque de singles pour promouvoir l'album, Ma Kelly's Greasy Spoon, réalisé deux mois auparavant.
Il fut composé dans la cuisine de Francis Rossi par lui-même et le roadie/harmoniciste Robert Young. La légende voudrait que deux prises seulement furent nécessaires pour l'enregistrement du titre, celle retenue fut la seconde.
Malgré le peu de diffusion radiophonique, le titre atteidra la 21e place dans les charts britanniques où il restera 14 semaines.
La face B du single est le titre Gerdundula, une composition signée sous les pseudonymes Manston et James par Rossi et Young. Ce titre sera réenregistré pour l'album Dog of Two Head.

## Liste des titres
- Face A: In My Chair (Francis Rossi / Robert Young) - 3:14
- Face B: Gerdundula (Manston / James) - 3:19

## Musiciens du groupe
- Francis Rossi : chant, guitare solo
- Rick Parfitt : guitare rythmique, chœurs.
- Alan Lancaster : basse.
- John Coghlan : batterie, percussions.
- Roy Lynes : claviers

## Charts
| Date       | Chart            | Position    |     |
| ---------- | ---------------- | ----------- | --- |
| 07/11/1970 | UK Singles Chart | 14 semaines | 21e |
| 11/01/1971 | Single Top 100   | 1 semaine   | 38e |